# Адзуми, Дзюн
Дзюн Адзуми (яп. 安住淳 Адзуми Дзюн, род. 17 января 1962, Осика, Мияги, Япония) — японский государственный и политический деятель. Министр финансов Японии со 2 сентября 2011 по 1 октября 2012 года.

## Биография
Дзюн Адзуми является японским политиком Демократической партии Японии (ДПЯ), членом Палаты представителей в Парламенте Японии (национальная легислатура). Уроженец района Осика, в префектуре Мияги и выпускник Университета Васэда, он работал на общественной телерадиокомпании NHK с 1985 по 1993 год.
Адзуми баллотировался в Палату представителей в первый раз в 1993 году как независимый (Новая партия Японии и Новая партия Сакигаке) от трёх мандатного округа Мияги 2, но проиграл двум либерал-демократам и одном социалисту. Позднее он присоединился к Новой партии Сакигаке и участвовал в создании ДПЯ в 1996 году. Он был избран в Палату представителей в первый раз в качестве кандидата от демократов на выборах 1996 года по новому одномандатному округу Мияги 5.
В сентябре 2011 года он был назначен министром финансов в кабинете новоназначенным премьер-министром Ёсихико Нода.